# Gilbert du Motier, markis av Lafayette
Markisen av Lafayette (fr. Marquis de Lafayette), eg. Marie Joseph Gilbert de Motier, född 6 september 1757 på slottet Chavaniac, Auvergne, död 20 maj 1834 i Paris, var en fransk general. I sin ungdom stred han i kontinentalarmén under den amerikanska revolutionen. Under den franska revolutionen var han förespråkare för en konstitutionell monarki.

## Biografi

### Tidiga år
Lafayette härstammade från en gammal högadlig familj. Han var son till Michel du Motier som var överste i de franska Grenadjärerna. När fadern dog under ett slag i sjuårskriget 1759 ärvde Lafayette en stor förmögenhet och titeln markis vid två års ålder. Modern Marie Louise Jolie de La Rivière flyttade till Paris och Lafayette växte upp hos sin farmor, madame de Chavaniac i byn med samma namn cirka 3 kilometer från Le Puy. År 1768 reste Lafayette till sin mor och morfar som bodde i Luxembourgpalatset för att fostras till en fransk adelsman. Han började studera vid Collège du Plessis.

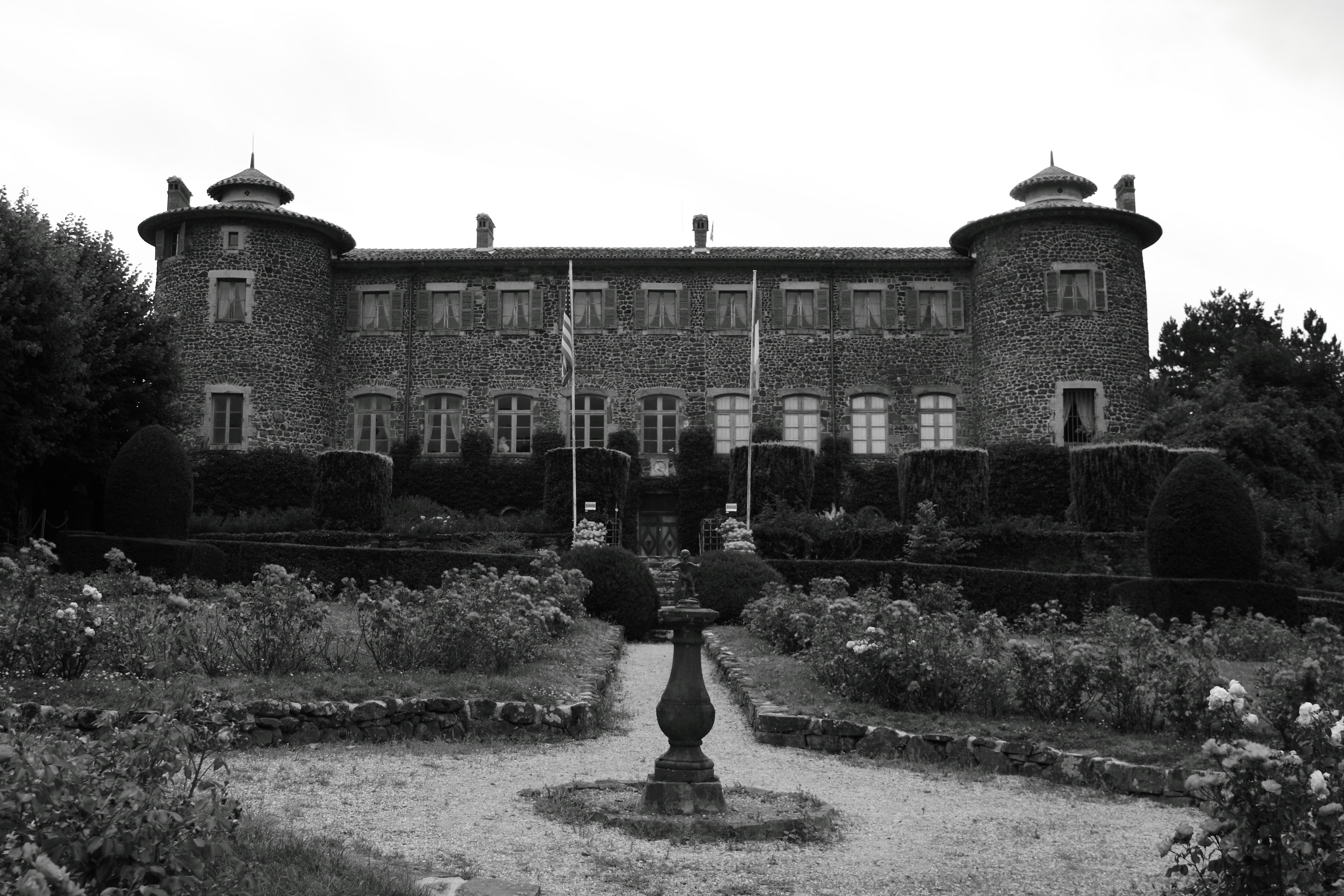
Slottet Chavaniac

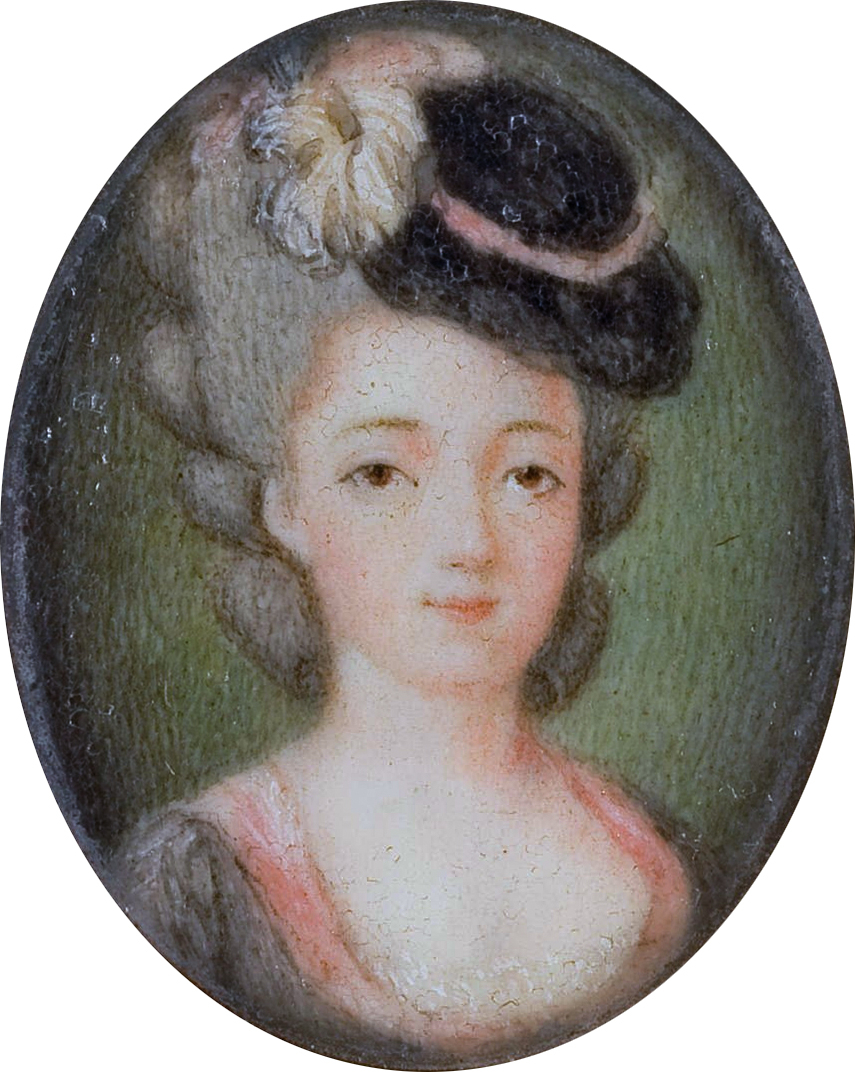
Hustrun Marie Adrienne Françoise de Noailles.

Två år senare dog hans mor och kort därefter hans morfar, markis de La Rivière och Lafayette ärvde en stor förmögenhet. 1771 blev han officersaspirant vid kungens svarta musketörer. Våren 1774 arrangerades ett bröllop med Adrienne de Noailles (1760–1807).

### Amerikanska aktiviteter
Frankrike gav i hemlighet finansiell hjälp till sina kolonier i Nordamerika. Efter den amerikanska självständighetsförklaringen 1776 greps Lafayette av entusiasm för den amerikanska frihetsrörelsen. Kungens rådgivare, greve de Broglie planerade att skicka franska officerare för tjänstgöring i den amerikanska kontinentalarmén. Greven kontaktade den amerikanska diplomaten i Paris, Silas Deane och presenterade överstelöjtnant Johann de Kalb, Lafayette och flera andra militärer. Diplomaten utlovade de Kalb och Lafayette tjänster som generalmajorer i kontinentalarmén.
Eftersom det var omöjligt att föra över officerare med vapen och utrustning på franska örlogsfartyg, erbjöd Lafayette att köpa ett handelsfartyg. Men Lafayettes svärfar, hertig d’Ayen och franska regeringen förbjöd Lafayette att lämna familjen och Frankrike. Han flydde då till Bordeaux och gick i hemlighet ombord på sitt fartyg Victoire. Den 20 april 1777 seglade fartyget ut på Biskayabukten och anlände till Georgetown, South Carolina den 30 juni.
Efter landstigning norr om Charleston träffade Lafayette godsägaren Benjamin Huger och blev dennes gäst och vän. Därifrån reste Lafayette med sällskap till Philadelhia en sträcka på över 1 000 kilometer. Lafayette presenterade sig för kontinentalkongressen, som tvekade att ge honom en tjänst som generalmajor i revolutionsarmén med hänsyn till hans ungdom. Men Benjamin Franklin som varit diplomat i Paris gick i god för honom och han fick sin tjänst. Den 5 augusti träffade han George Washington och de blev nära vänner i en far-son relation.

#### Brandywine och Valley Forge
Under sommaren var både den engelska armén och kontinentalarmén i stillhet på grund av värmen. Lafayette tjänstgjorde i Washingtons stab och tränade på sin engelska. I början av september landsteg den brittiska generalen Sir William Howe med en stor armé nära Elkton, Maryland för att inta Philadelphia. General Washington försökte stoppa engelsmännen vid Brandywine men blev tvungna att retirera. Lafayette utmärkte sig under reträtten och träffades av en kula i benet. Efter sex veckor var han åter i fält och befälhavare för en division.
Lafayette kommenderade med framgång fälttåget 1777–1778, återvände till Frankrike 1779 för att där påverka opinionen och mottogs som en triumfator. Åter i Amerika, bidrog han verksamt till framtvingandet av kapitulationen i Yorktown 1781.

### Franska revolutionen
Därefter återvände han till Frankrike, där han erhöll generalmajors rang. 1787 blev han medlem av notabelförsamlingen, och begärde där generalständernas sammankallande.
I nationalförsamlingen 11 juli 1789 framlade Lafayette en Déclaration européenne des droits de l'homme et des citoyens, modellerade efter den amerikanska självständighetsförklaringen. 13 juli blev han vicepresident i nationalförsamlingen, 15 juli befälhavare för borgarbeväpningen som han organiserade, gav namn av Franska nationalgardet och införde även trikolorsymbolen. Från denna tid var Lafayette landets främste ledare. Han var karismatisk, en lidelsefull och passionerad individ. Vid federationsfesten 14 juli 1790 erhöll han starkare ovationer än kungen. Hans partitaktiska talang var däremot betydligt mindre. Lafayette var en högadlig aristokrat utan tro på demokratin och han bekämpade alla demokratiska tendenser. Nationalgardets uppträdande mot massorna, bland annat massakern på Marsfältet 17 juli 1791 utnyttjades mot honom, och hans folkliga stöd minskade. När han, efter att 1791 som överbefälhavare över en av arméerna i kriget mot Österrike, efter Tuileriernas stormning ville marschera mot Paris till kungens stöd deserterade hans trupper, och Lafayette tvingades fly från Frankrike.

#### Österrikes fånge
Utomlands betraktad som en av revolutionsledarna blev han fängslad av österrikarna och hölls inspärrad i Olmütz, tills Napoleon lyckades utverka hans frigivning. Politiskt overksam under Napoleons regim, krävde han efter slaget vid Waterloo dennes abdikation. Från 1818 var han medlem av deputeradekammaren som liberal.

### Resan till USA
1824 bjöd den amerikanske presidenten James Monroe in Lafayette som "nationens gäst" och under denna vistelse besökte han USA:s alla dåvarande 24 stater. Samma år namngavs parken direkt norr om Vita huset till hans ära av den amerikanska regeringen till Lafayette Park. Han var en stor hjälte i USA, där städer i bland annat Louisiana och Indiana är uppkallade efter honom. I New York, på nedre Manhattan, ligger även Lafayette Street. Han blev medborgare i Amerikas Förenta Stater under sin livstid och 2002 blev han postumt utsedd till hedersmedborgare i USA (något endast 8 personer blivit).

### Julirevolutionen
1830, i samband med julirevolutionen blev Lafayette åter chef för nationalgardet. Han bröt dock snart med Ludvig Filip och blev medlem av oppositionen i deputeradekammaren. Lafayette gick i pension och dog 1834. År 2002 utnämnde USA Lafayette till landets femte hedersmedborgare.